# Saint-Juéry (Aveyron)
Saint-Juéry (okzitanisch Sant Jòri) ist ein Ort und eine südfranzösische Gemeinde mit 276 Einwohnern (Stand 1. Januar 2022) im Département Aveyron in der Region Okzitanien (vor 2016 Midi-Pyrénées). Sie gehört zum Arrondissement Millau und zum Kanton Causses-Rougiers. Die Einwohner werden Saint-Juéryens genannt.

## Lage
Saint-Juéry liegt etwa 50 Kilometer östlich von Albi im Südwesten der historischen Provinz Rouergue. Im Nordosten des Gemeindegebietes verläuft das Flüsschen Gos, das zum Tarn entwässert. Im Südosten entspringt ein gleichnamiges Flüsschen Gos, das jedoch zur Rance entwässert. Umgeben wird Saint-Juéry von den Nachbargemeinden Saint-Izaire im Norden, Calmels-et-le-Viala im Nordosten, Vabres-l’Abbaye im Osten, Rebourguil im Südosten und Süden, Combret im Süden, La Serre im Südwesten, Martrin im Westen sowie Montclar im Nordwesten.

## Bevölkerungsentwicklung
| Jahr                       | 1962 | 1968 | 1975 | 1982 | 1990 | 1999 | 2006 | 2019 |
| Einwohner                  | 452  | 396  | 356  | 322  | 290  | 257  | 231  | 293  |
| Quellen: Cassini und INSEE |      |      |      |      |      |      |      |      |

## Sehenswürdigkeiten
- Kirche Saint-Michel aus dem 14. Jahrhundert
- Kapelle Saint-Georges
- Schloss Saint-Juéry aus dem 16. Jahrhundert

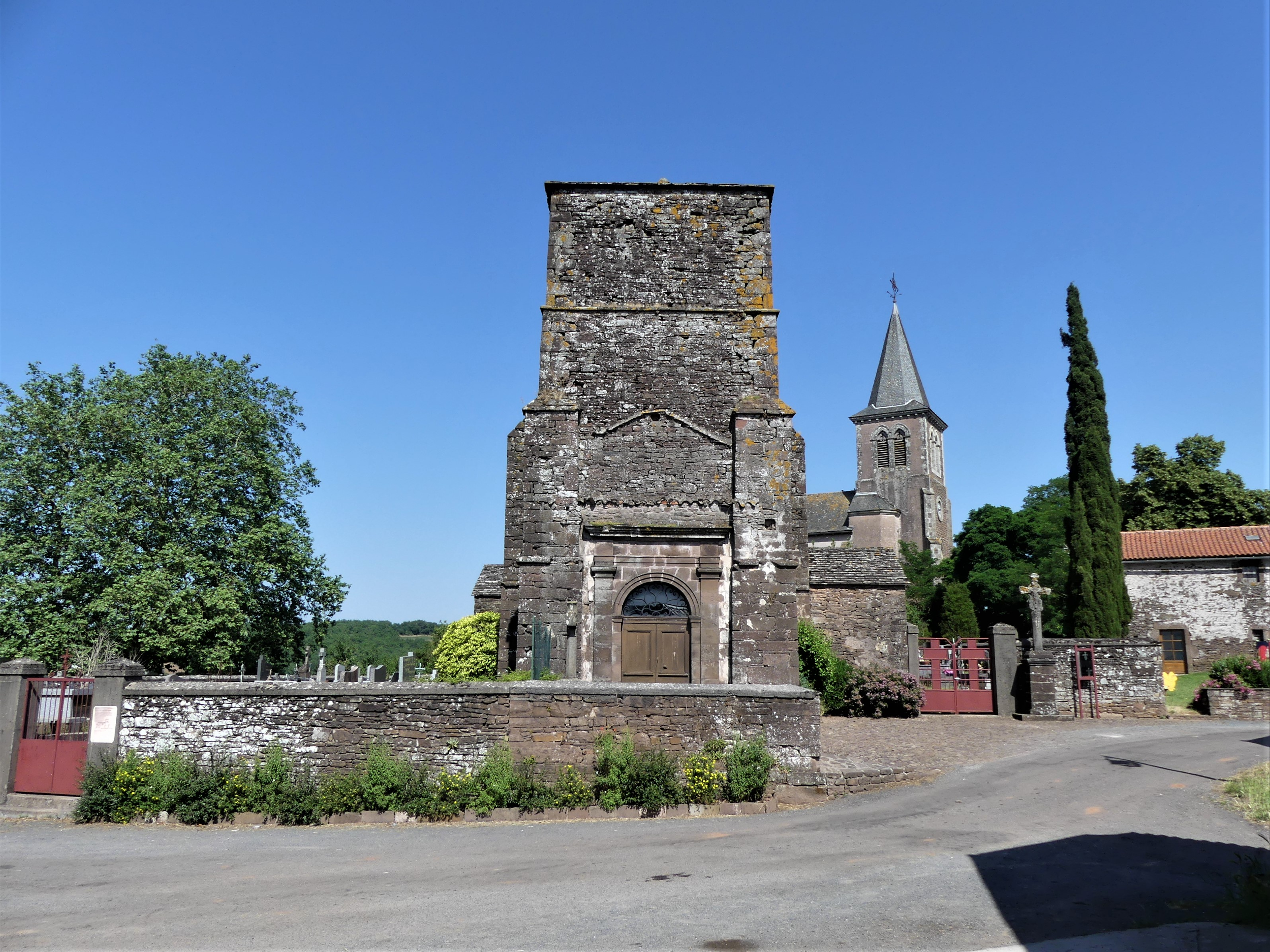
Alte (vorn) und neue Kirche Saint-Georges
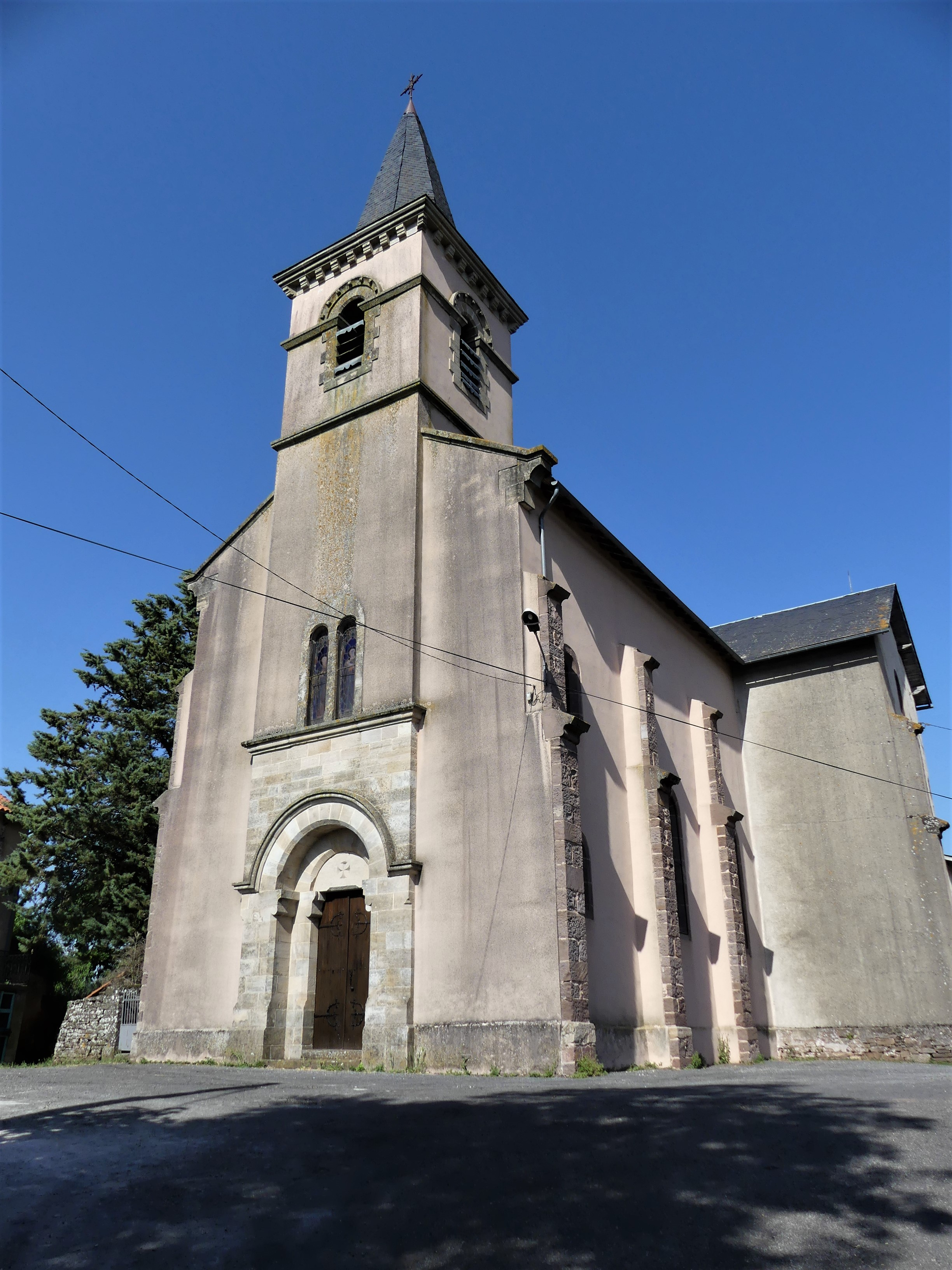
Kirche Saint-Michel